# Otopappus
Otopappus es un género de plantas fanerógamas perteneciente a la familia de las asteráceas.   Comprende 34 especies descritas y de estas, solo 17 aceptadas. Se distribuye desde México hasta Costa Rica y en Jamaica.

## Descripción
Son arbustos o trepadoras leñosas; tallos variadamente pubescentes. Hojas opuestas; pecioladas. Capitulescencias de capítulos solitarios o 2–10 en cimas terminales o subterminales, en fascículos racemosos, paniculados o espigados; capítulos mayormente radiados; involucros campanulados a hemisféricos; filarias en 2–5 series, libres, las más externas herbáceas, las intermedias y las más internas escamosas o a veces parcialmente herbáceas; receptáculos convexo-cónicos, paleáceos; páleas cartáceas, conduplicadas alrededor del aquenio; flósculos del radio 8–14 y fértiles o ausentes, las lígulas amarillas o amarillo-anaranjadas; flósculos del disco 30–70, perfectos, fértiles, las corolas amarillas o blancas, la garganta angostamente cilíndrica o angostamente infundibuliforme; anteras cafés a negras; estilos bífidos. Aquenios del radio angostamente obovoides a elipsoides, triquetros, adaxialmente con alas visibles (a veces con alas pequeñas en otros ángulos), vilano de 1–2 aristas largas, la arista dorsal casi siempre fuertemente alada, a veces con unas pocas escamitas libres entre las aristas; aquenios del disco angostamente oblanceolados a obovoides, lateralmente comprimidos, a menudo con costillas longitudinales con 1–2 alas conspicuas; vilano de 1–2 aristas aladas, escamitas entre las aristas libres, connadas con margen fimbriado o sin él.

## Taxonomía
El género fue descrito por George Bentham y publicado en Genera Plantarum 2: 196, 380, 380. 1873. La especie tipo es: Otopappus verbesinoides Benth.

## Especies aceptadas
A continuación se brinda un listado de las especies del género Otopappus aceptadas hasta julio de 2012, ordenadas alfabéticamente. Para cada una se indica el nombre binomial seguido del autor, abreviado según las convenciones y usos.
- Otopappus acuminatus S.Watson
- Otopappus brevipes B.L.Rob.
- Otopappus calarcanus S.Díaz
- Otopappus curviflorus (R.Br.) Hemsl.
- Otopappus epaleaceus Hemsl.
- Otopappus glabratus (J.M.Coult.) S.F.Blake
- Otopappus guatemalensis (Urb.) R.L.Hartm. & Stuessy
- Otopappus hirsutus (Sw.) R.L.Hartm. & Stuessy
- Otopappus imbricatus (Sch.Bip.) S.F.Blake
- Otopappus koelzii McVaugh
- Otopappus mexicanus (Rzed.) H.Rob.
- Otopappus microcephalus S.F.Blake
- Otopappus robustus Hemsl.
- Otopappus scaber S.F.Blake
- Otopappus syncephalus Donn.Sm.
- Otopappus tequilanus (A.Gray) B.L.Rob.
- Otopappus verbesinoides Benth.